# Florence Hartmann
Florence Hartmann, född 17 februari 1963, är en fransk journalist och författare. Under 1990-talet var hon Balkan-korrespondent för den franska dagstidningen Le Monde. År 1999 gav hon ut sin första bok, Milosevic, la diagonale du fou. Hartmann var 2000–2006 talesperson åt Carla Del Ponte, åklagare vid Internationella krigsförbrytartribunalen för det forna Jugoslavien.
Hartmann dömdes för domstolstrots efter att ha publicerat sekretessbelagda uppgifter i en bok och i en artikel 